# 2016 في نيبال
فيما يلي قوائم الأحداث التي وقعت خلال عام 2016 في نيبال.

## رياضة
- 1 يناير – نيبال في الألعاب الأولمبية الصيفية 2016

## أفلام
من الأفلام التي صدرت هذه السنة في نيبال:
- 1 يناير – الشمس البيضاء من إخراج Deepak Rauniyar [الإنجليزية]‏.

## وفيات

### فبراير
- 9 فبراير – سوشيل كويرالا (مواليد 1939) سياسي نيبالي.